# Quenne
Quenne és un municipi francès, situat al departament del Yonne i a la regió de Borgonya - Franc Comtat. L'any 2007 tenia 452 habitants.

## Demografia

### Població
El 2007 la població de fet de Quenne era de 452 persones. Hi havia 184 famílies, de les quals 48 eren unipersonals (20 homes vivint sols i 28 dones vivint soles), 64 parelles sense fills, 56 parelles amb fills i 16 famílies monoparentals amb fills.
La població ha evolucionat segons el següent gràfic:
Habitants censats

### Habitatges
El 2007 hi havia 216 habitatges, 187 eren l'habitatge principal de la família, 13 eren segones residències i 17 estaven desocupats. 206 eren cases i 8 eren apartaments. Dels 187 habitatges principals, 164 estaven ocupats pels seus propietaris, 20 estaven llogats i ocupats pels llogaters i 3 estaven cedits a títol gratuït; 2 tenien una cambra, 9 en tenien dues, 18 en tenien tres, 52 en tenien quatre i 106 en tenien cinc o més. 146 habitatges disposaven pel capbaix d'una plaça de pàrquing. A 78 habitatges hi havia un automòbil i a 96 n'hi havia dos o més.

### Piràmide de població
La piràmide de població per edats i sexe el 2009 era:
| Homes | Edats   | Dones |
| ----- | ------- | ----- |
| 0     | 95 o +  | 0     |
| 0     | 90 a 94 | 0     |
| 4     | 85 a 89 | 4     |
| 8     | 80 a 84 | 12    |
| 8     | 75 a 79 | 4     |
| 0     | 70 a 74 | 4     |
| 8     | 65 a 69 | 0     |
| 20    | 60 a 64 | 4     |
| 4     | 55 a 59 | 12    |
| 24    | 50 a 54 | 20    |
| 16    | 45 a 49 | 20    |
| 20    | 40 a 44 | 8     |
| 8     | 35 a 39 | 16    |
| 20    | 30 a 34 | 12    |
| 20    | 25 a 29 | 20    |
| 24    | 20 a 24 | 12    |
| 24    | 15 a 19 | 32    |
| 20    | 10 a 14 | 16    |
| 16    | 5 a 9   | 8     |
| 4     | 0 a 4   | 4     |

## Economia
El 2007 la població en edat de treballar era de 313 persones, 227 eren actives i 86 eren inactives. De les 227 persones actives 212 estaven ocupades (114 homes i 98 dones) i 15 estaven aturades (10 homes i 5 dones). De les 86 persones inactives 34 estaven jubilades, 34 estaven estudiant i 18 estaven classificades com a «altres inactius».

### Ingressos
El 2009 a Quenne hi havia 178 unitats fiscals que integraven 429 persones, la mediana anual d'ingressos fiscals per persona era de 20.855 €.

### Activitats econòmiques
Dels 14 establiments que hi havia el 2007, 1 era d'una empresa extractiva, 1 d'una empresa de fabricació d'altres productes industrials, 3 d'empreses de construcció, 1 d'una empresa de comerç i reparació d'automòbils, 2 d'empreses de transport, 1 d'una empresa financera, 1 d'una empresa immobiliària i 4 d'empreses de serveis.
Dels 3 establiments de servei als particulars que hi havia el 2009, 1 era un guixaire pintor, 1 fusteria i 1 empresa de construcció.
L'any 2000 a Quenne hi havia 13 explotacions agrícoles que ocupaven un total de 784 hectàrees.

## Equipaments sanitaris i escolars
El 2009 hi havia una escola elemental.

## Poblacions més properes
El següent diagrama mostra les poblacions més properes.